# Pu’annum
Pu'annum – według „Sumeryjskiej listy królów” szósty władca sumeryjski należący do tzw. I dynastii z Kisz, który panować miał przez 840 lat.